# Estimativa de óleo no local
Estimativa de óleo no local (na indústria do petróleo, em língua inglesa oil in place OIP, que não deve ser confundido com estimativa de óleo no local original, original oil-in-place OOIP) é um termo especializado em geologia de petróleo que refere-se ao conteúdo de petróleo total de um reservatório de petróleo. Como esta quantidade não pode ser medida diretamente, pode ser estimada pela medição de outros parâmetros antes da perfuração ou após a produção já ter se iniciado.
Antes da produção de óleo de um novo reservatório, métodos volumétricos são utilizados para estimar o óleo no local. Uma série de perfurações de teste são usadas para mapear as condições das rochas e o entorno do sítio de perfuração e estimar o tamanho do campo de rocha contendo petróleo (rocha reservatório). O óleo no local é calculado como o produto do volume de poros do campo de rocha reservatório, a porosidade da rocha, e sua saturação. Fatores de correção tem que ser aplicados para obter a diferença entre o volume da mesma massa de óleo no reservatório e seu volume quando trazido para a superfície, o que é causado pelas diferentes condições físicas (temperatura, pressão) lá. 